# موزه تاریخی استان سغد

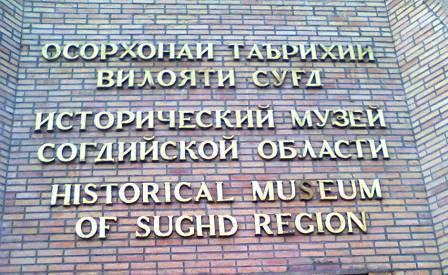
موزه تاریخی منطقه سغد

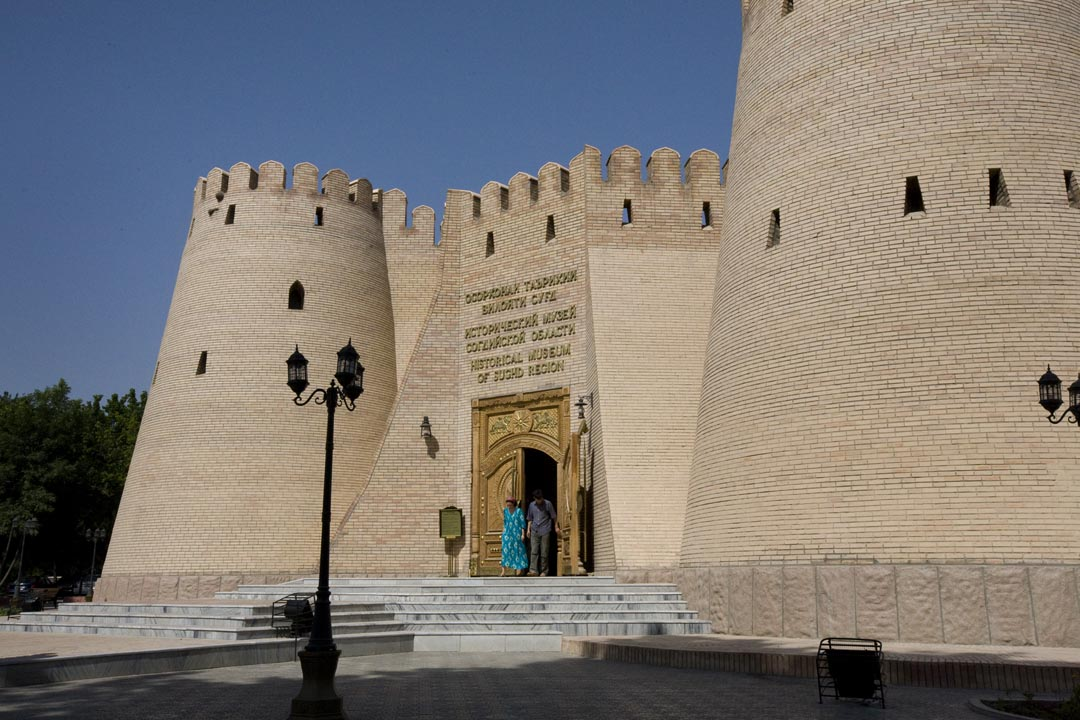
قلعه خجند. ساختمان موزه تاریخی منطقه سغد

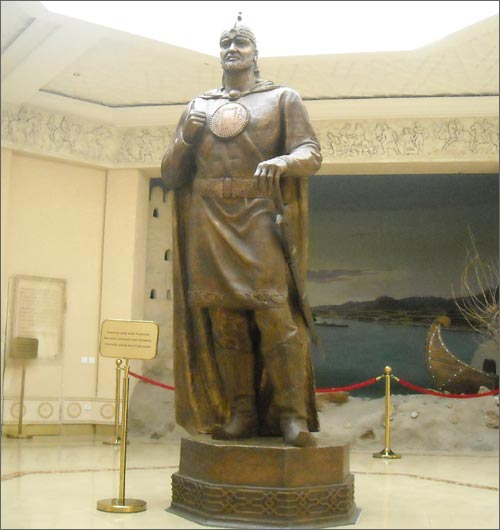
مجسمه تیمور ملک در ورودی موزه

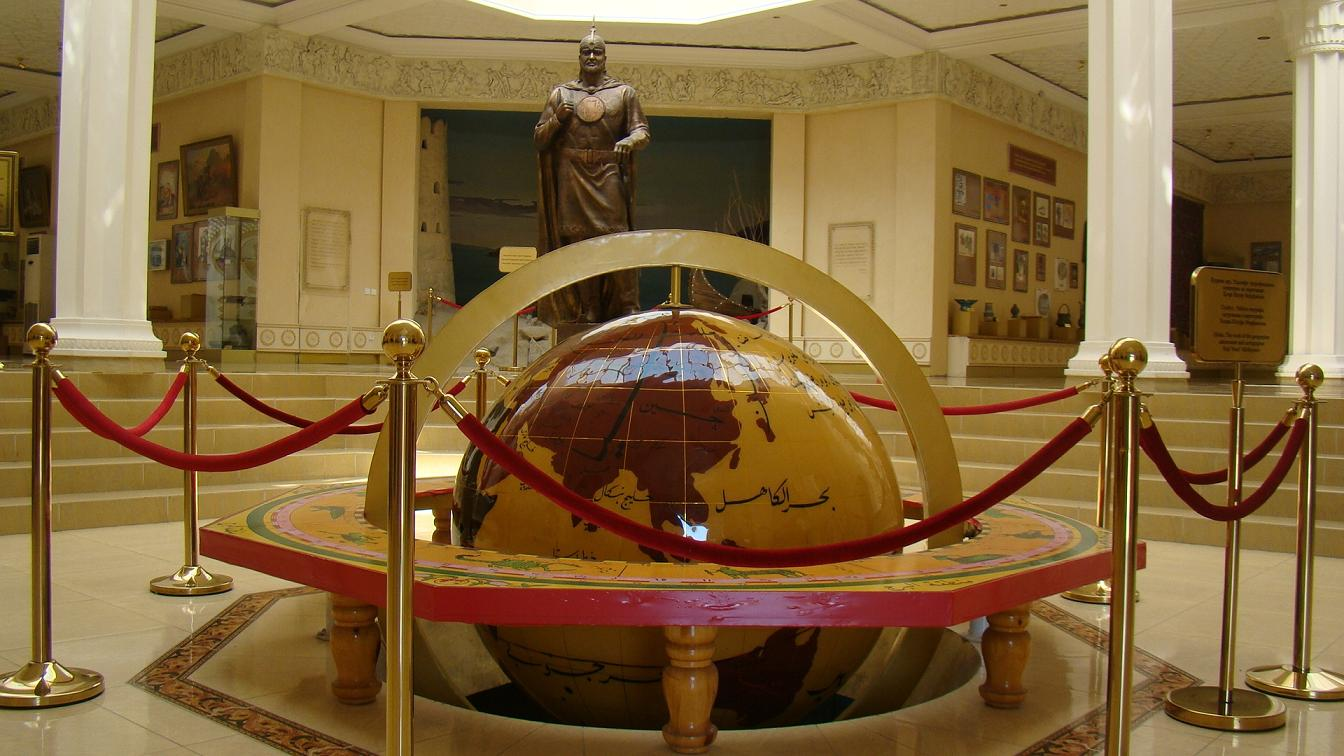
گلوب و مجسمه تیمورمالک در موزه تاریخی منطقه سغد

موزه تاریخی منطقه سغد یا (قلعه خجند) - برای اولین بار در سال ۱۹۸۶ در شهر خجند افتتاح شد. این یکی از بزرگترین موزه‌ها در استان سغد است که نمونه‌هایی از تاریخ گذشته مردم تاجیک، در آن جمع شده‌است.

## تاریخ
تلاش برای خالی کردن فضای داخلی رشته کوه خجند و تأسیس شرکت تحقیق و توانبخشی قلعه خوجند در اواخر دهه ۱۹۸۰ و اوایل دهه ۱۹۹۰ انجام شد. از حصار تاریخی، که از یگان نظامی تخلیه شده بود، به عنوان یک بنای تاریخی و یادبود برای نشان دادن وجود و پیشرفت تاریخ و فرهنگ باستانی خجند، و سیمای شهرسازی آن در قرون وسطا استفاده شد.

## سالن‌های موزه
ساختمان فعلی موزه در قالب یک ساختمان دفاعی سنتی باستانی ساخته شده‌است. از یک تالار بزرگ فوقانی و سه سالن بزرگ زیرزمینی تشکیل شده‌است. نمایشگاه‌های موزه در سالن فوقانی و دو سالن زیرزمینی قرار دارند و در یک سالن زیرزمینی یک مخزن قرار دارد. در حال حاضر، مساحت موزه نوبنیاد، بر طبق اسناد، برابر با ۱۲۷۹٫۲ مترمربع، سالن سالن همایش‌ها ۱۰۵۲٫۴ مترمربع، فضای ذخیره‌سازی برای نمایشگاه‌ها ۲۲۶٫۸ متر مربع است. برج آن با وسعت ۴۶٫۷ متر مربع، ۱۱۸متر بلندی و ۸٫۶ متر قطر دارد.

## عکس از نمایشگاه‌های موزه

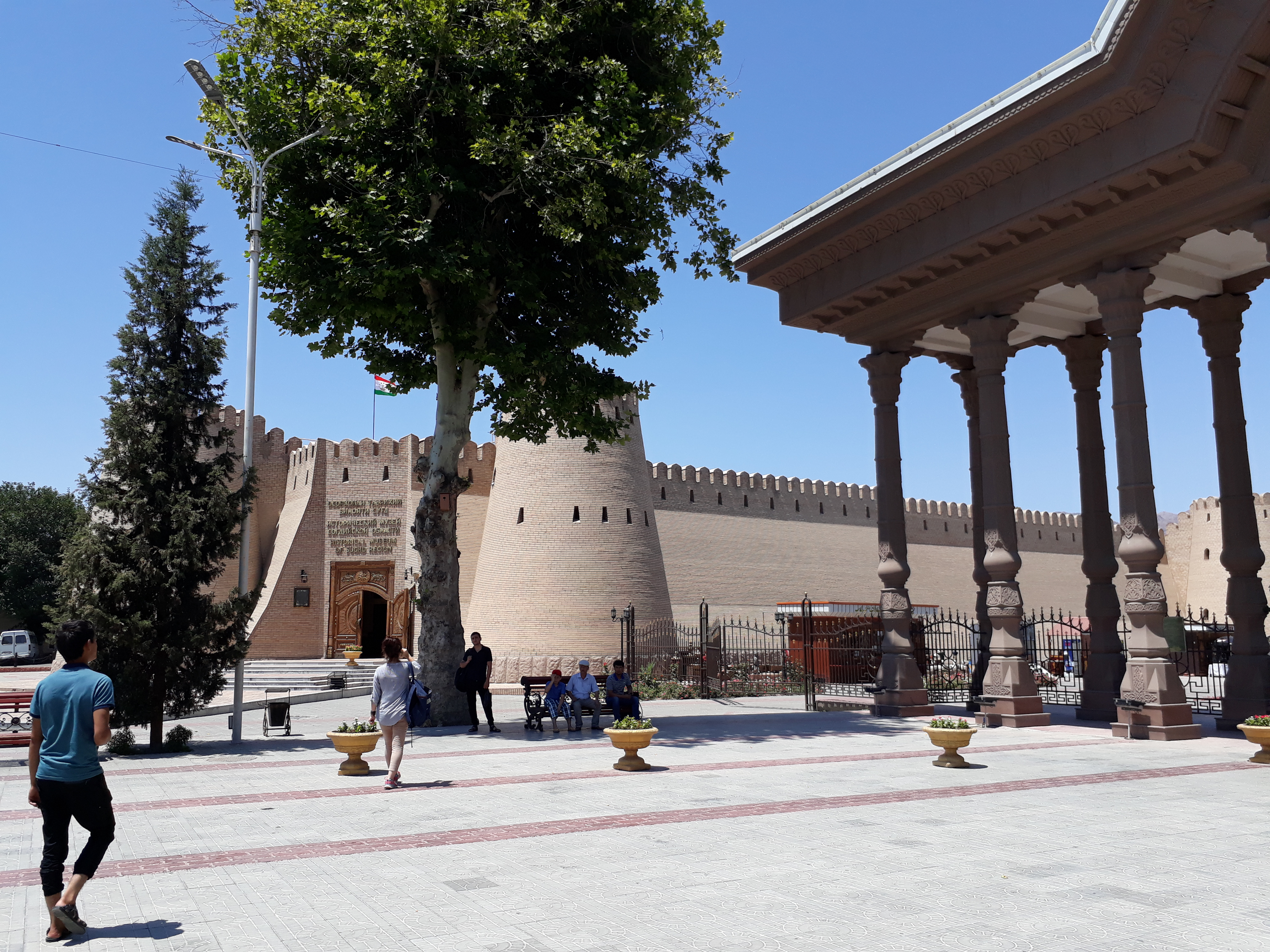
میدان نزدیک موزه در خجند
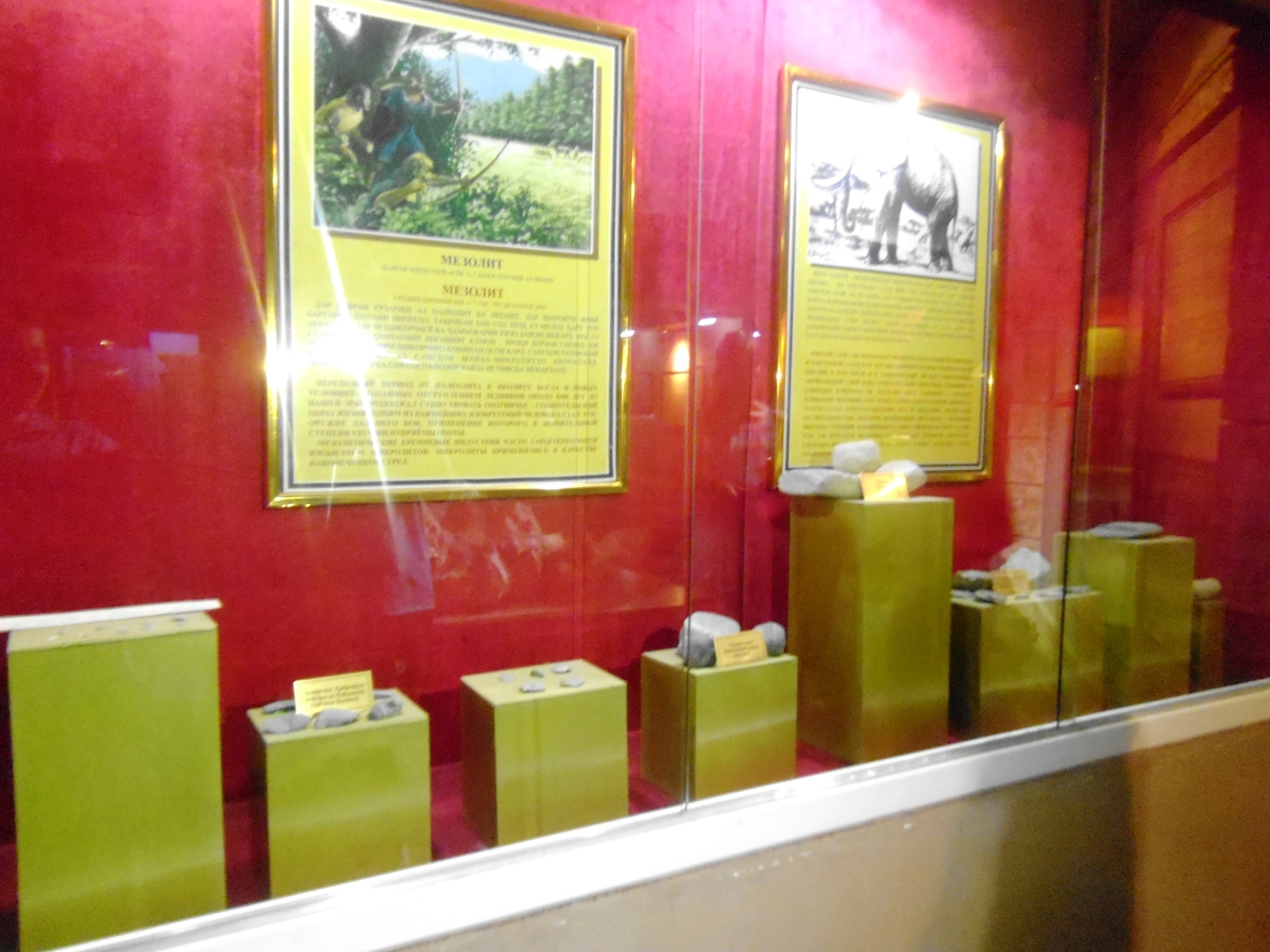
سالن زندگی جامعه اولیه
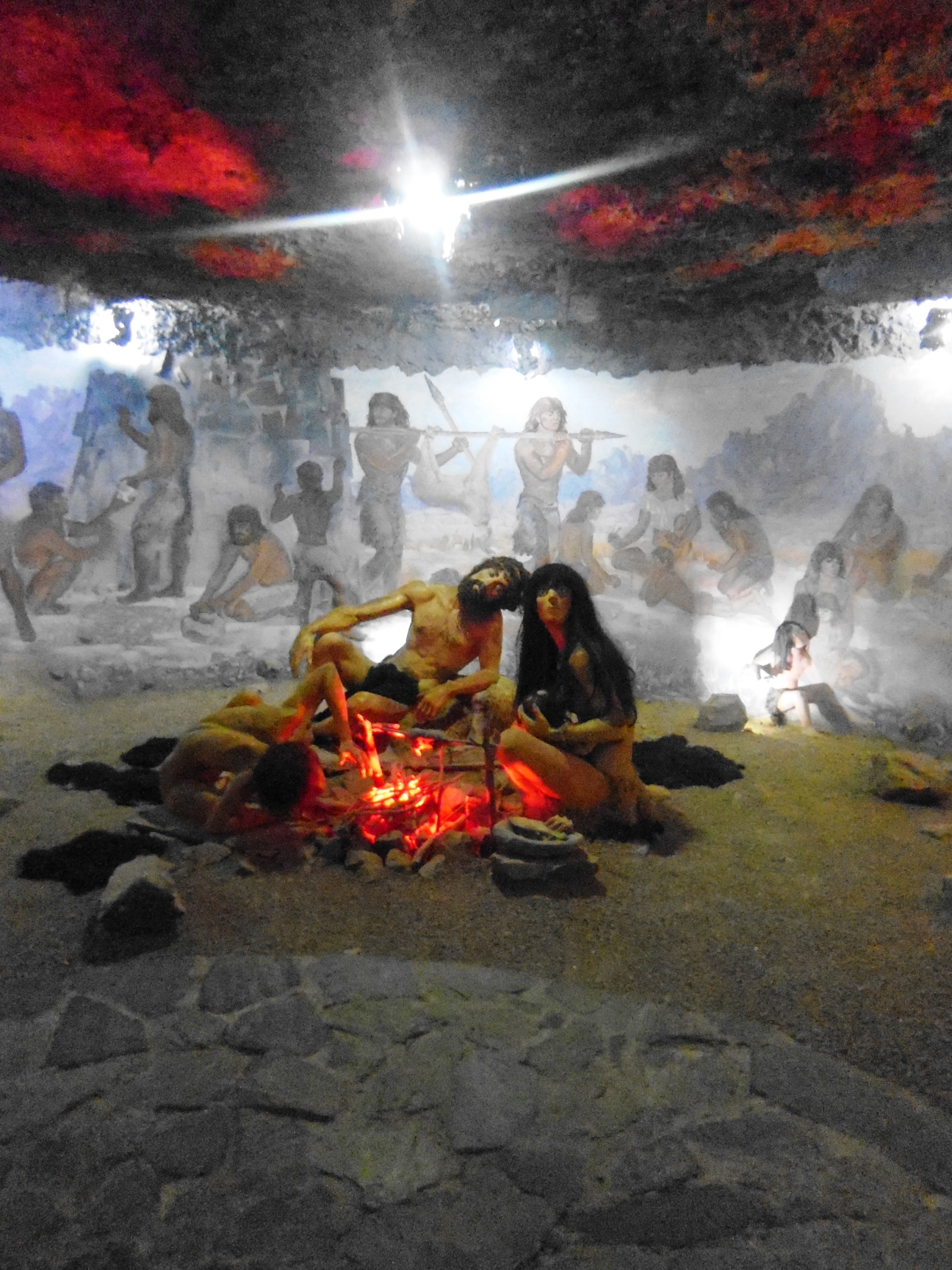
سالن زندگی جامعه اولیه
تالار امپراتوری هخامنشی
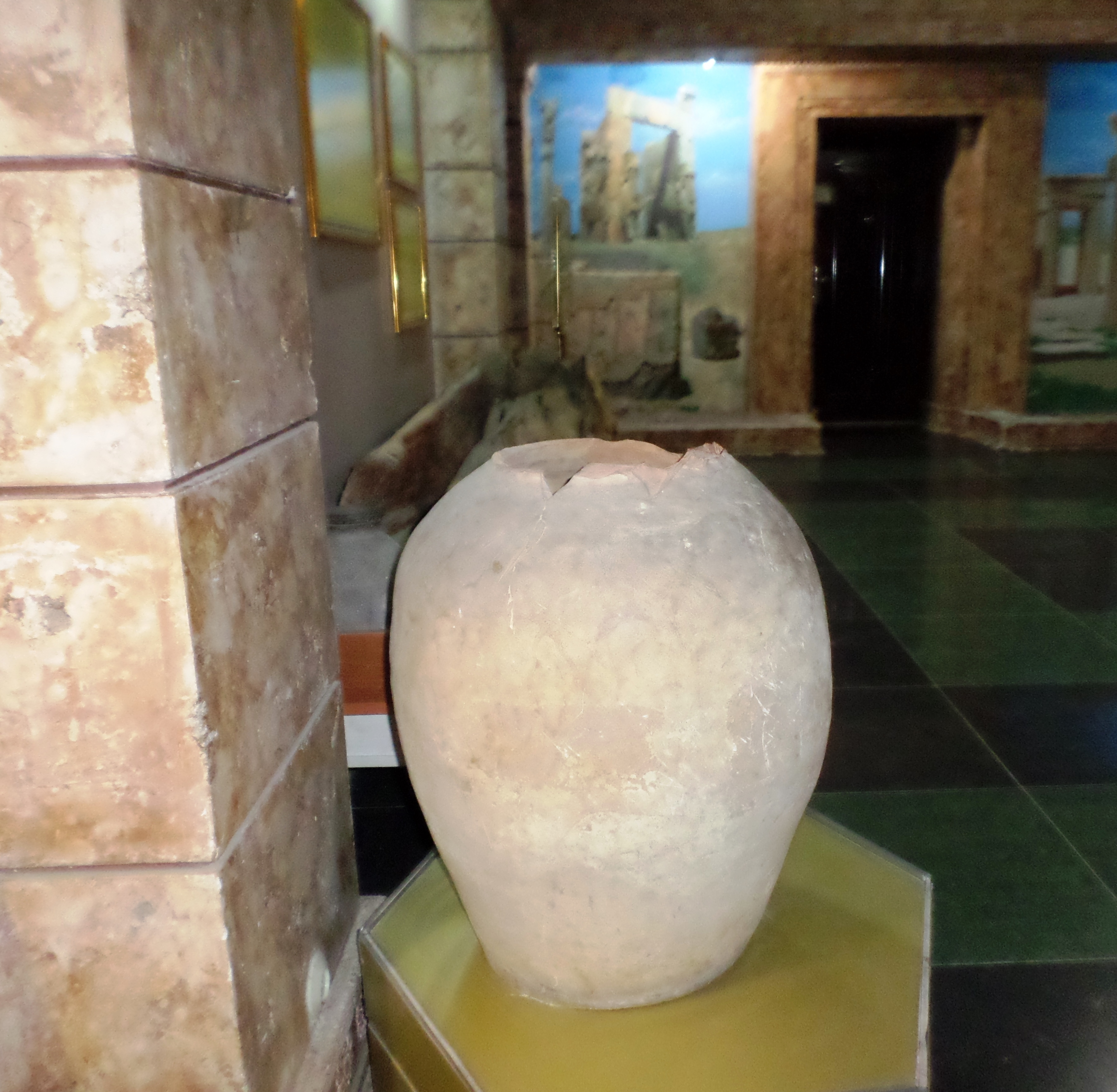
تالار امپراتوری هخامنشی
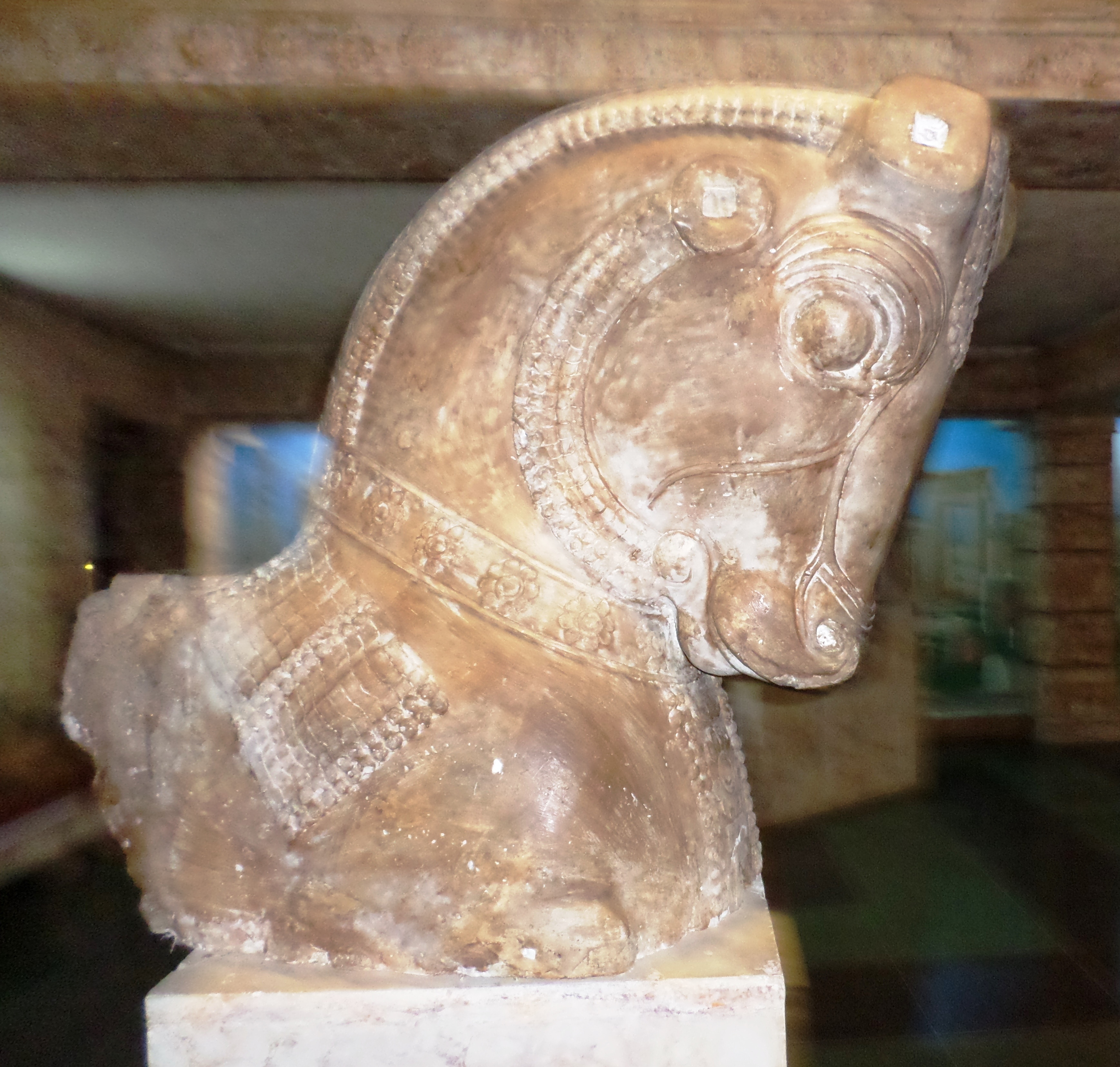
تالار امپراتوری هخامنشی
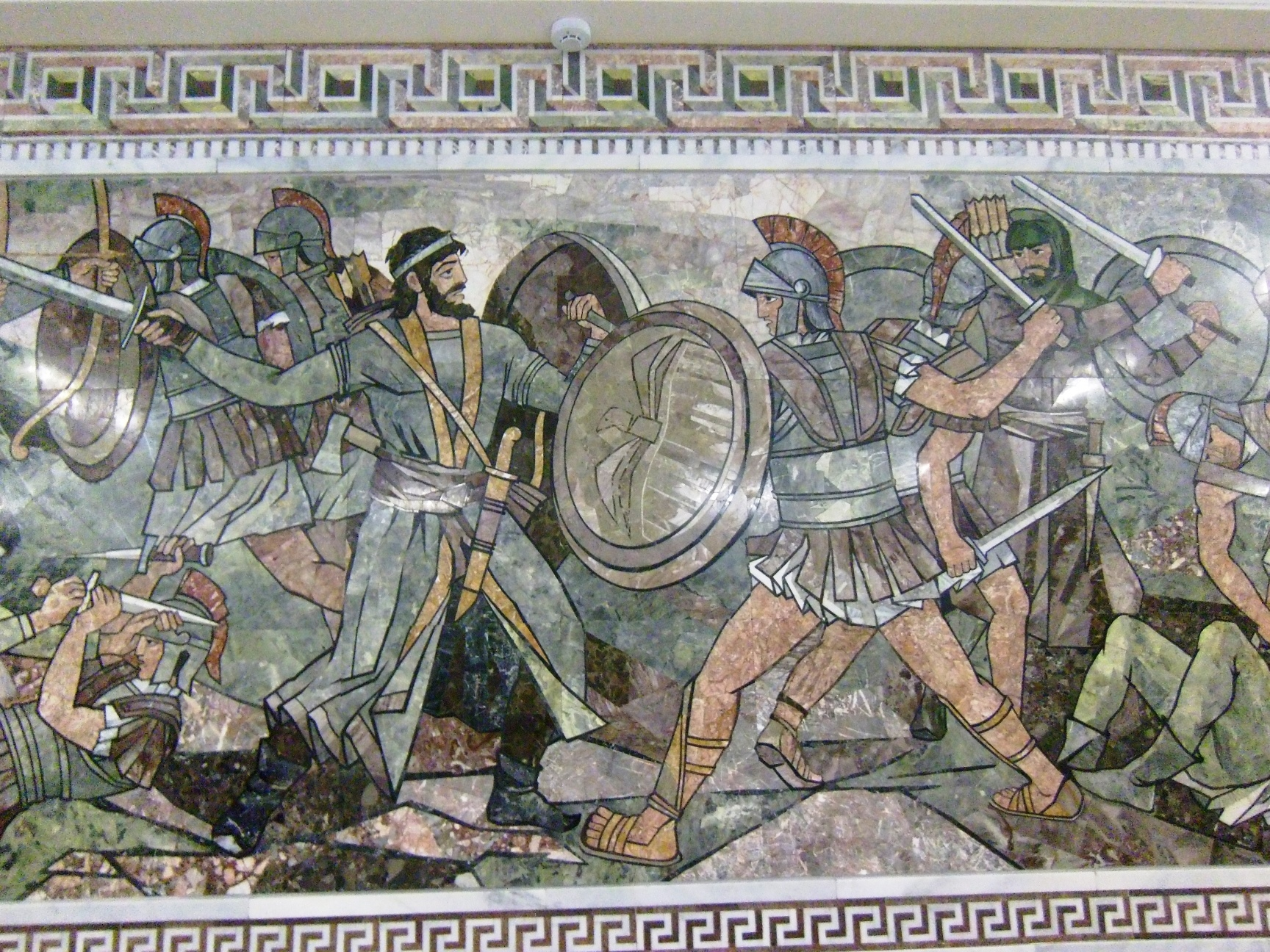
نگاره‌های دوره هلنیستی
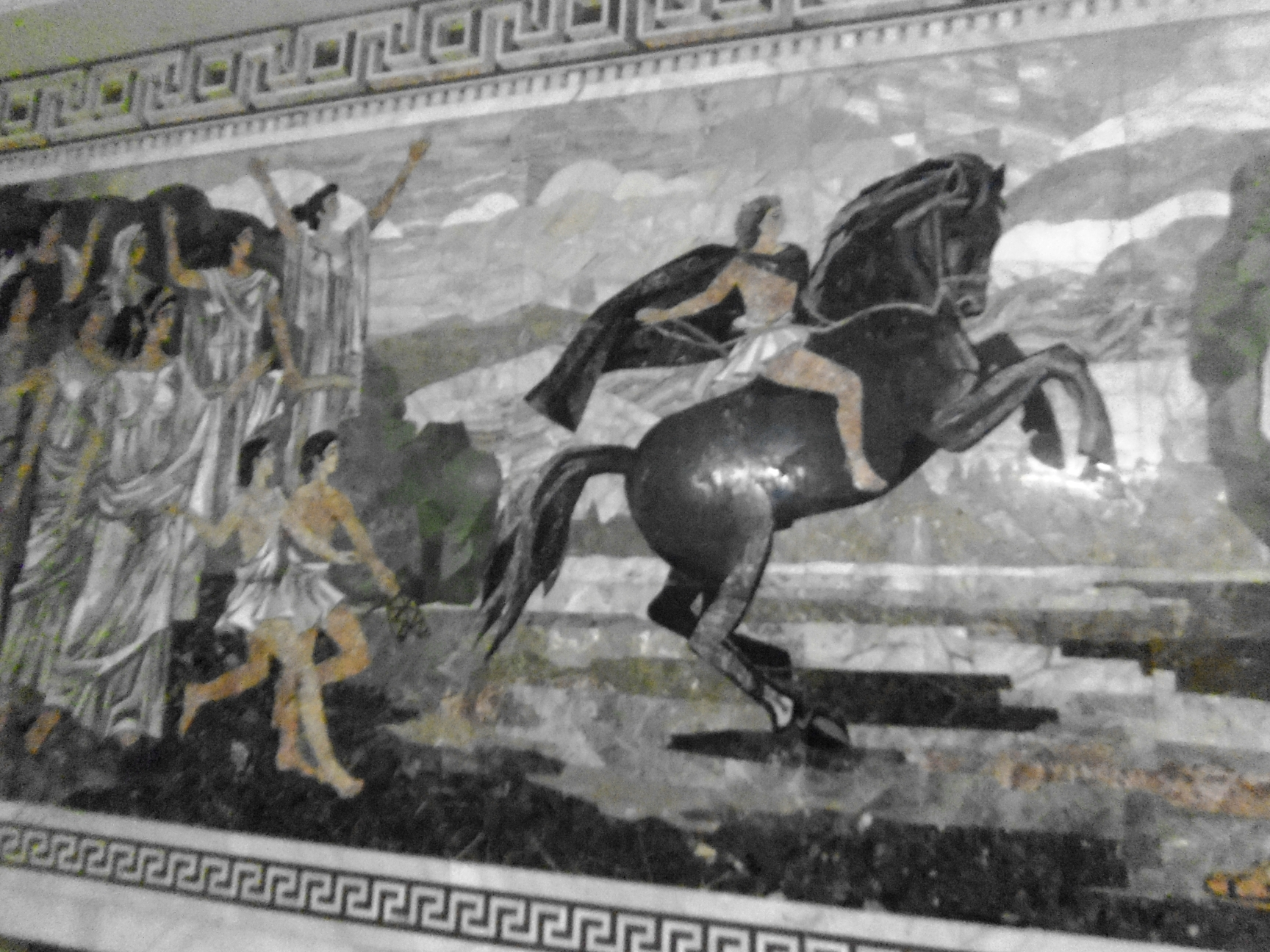
نگاره‌های دوره هلنیستی
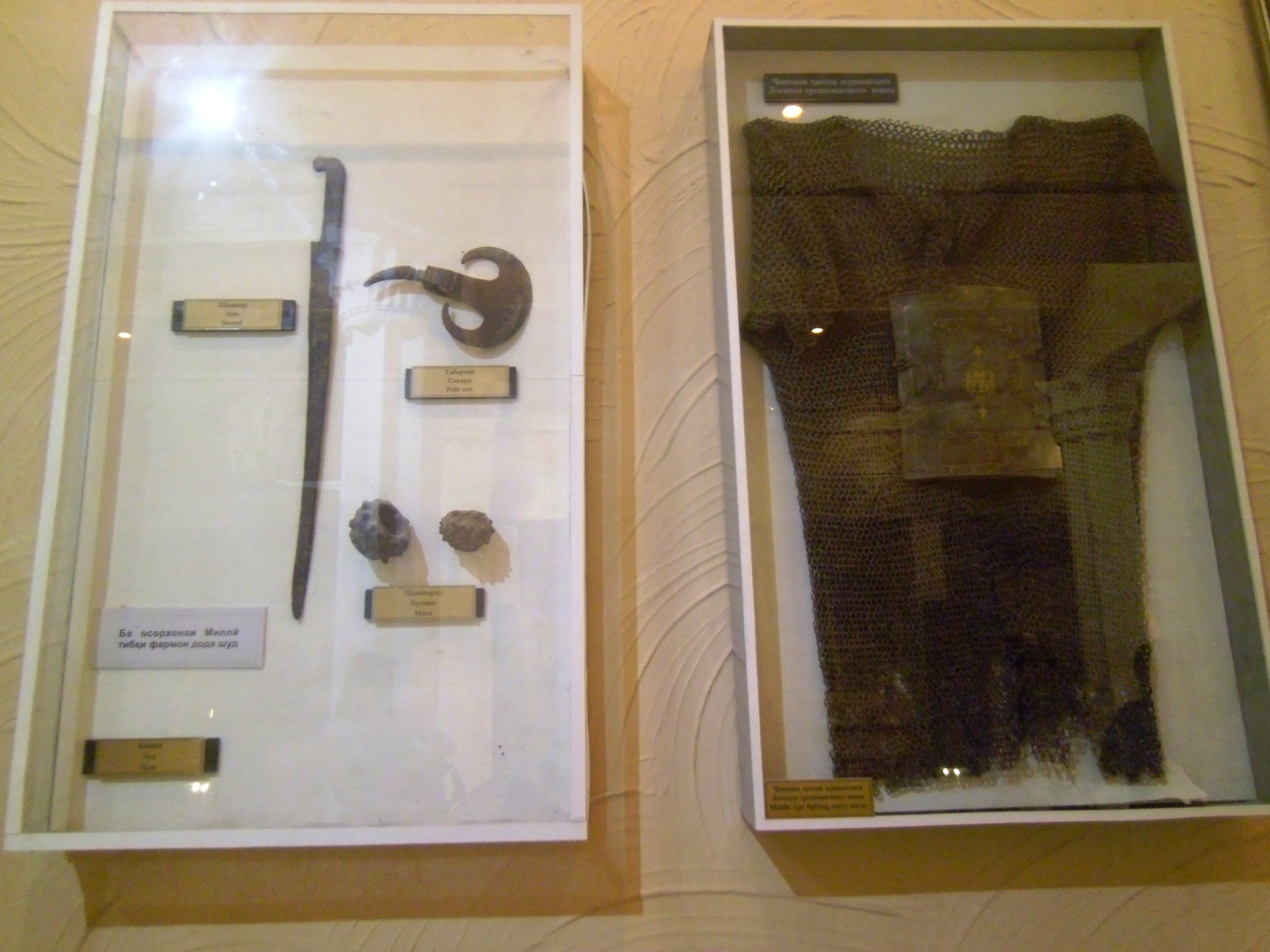
تالار قرون وسطا (سلاح‌های جنگجویان)
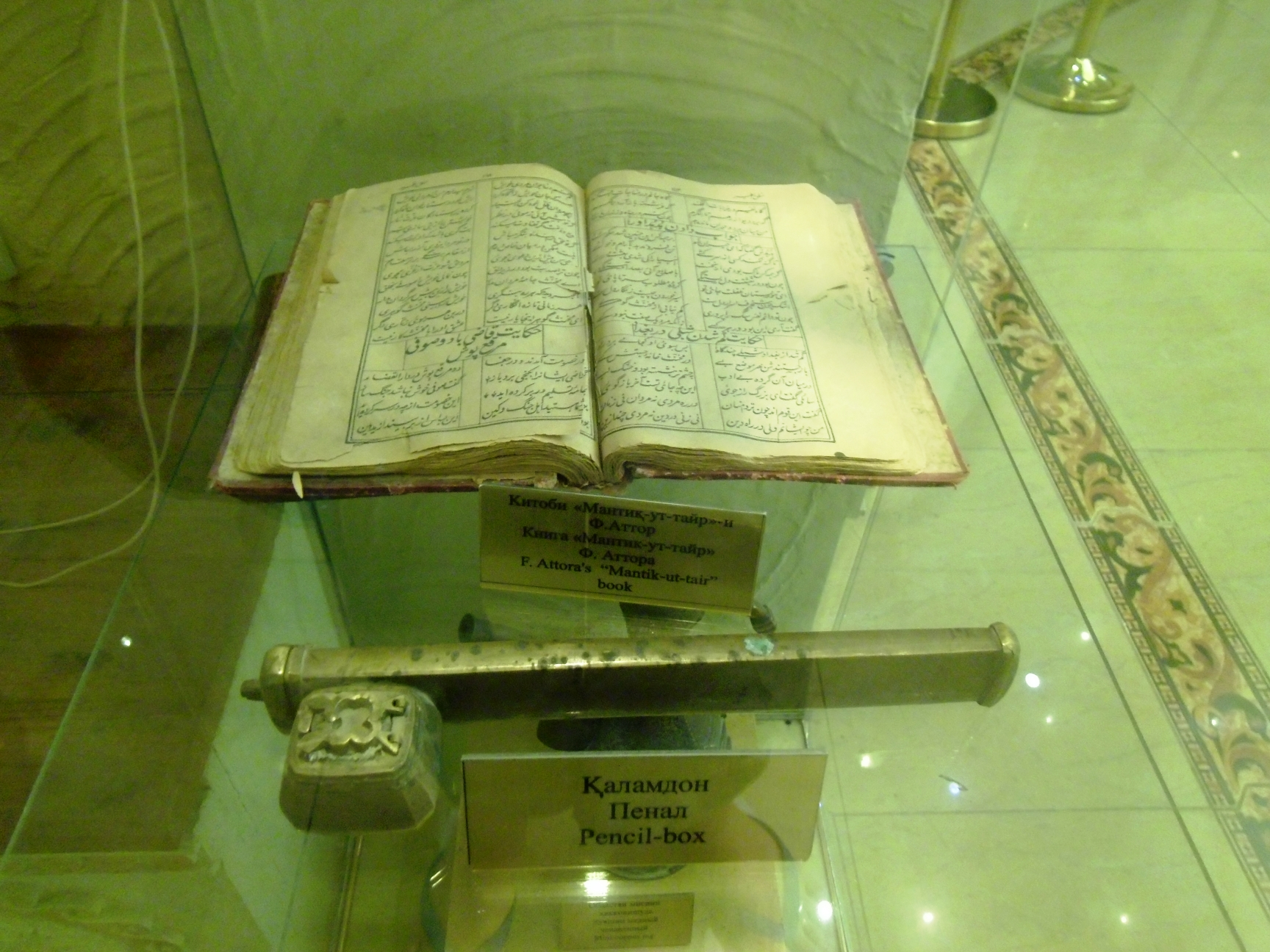
کتابهای قرون وسطایی
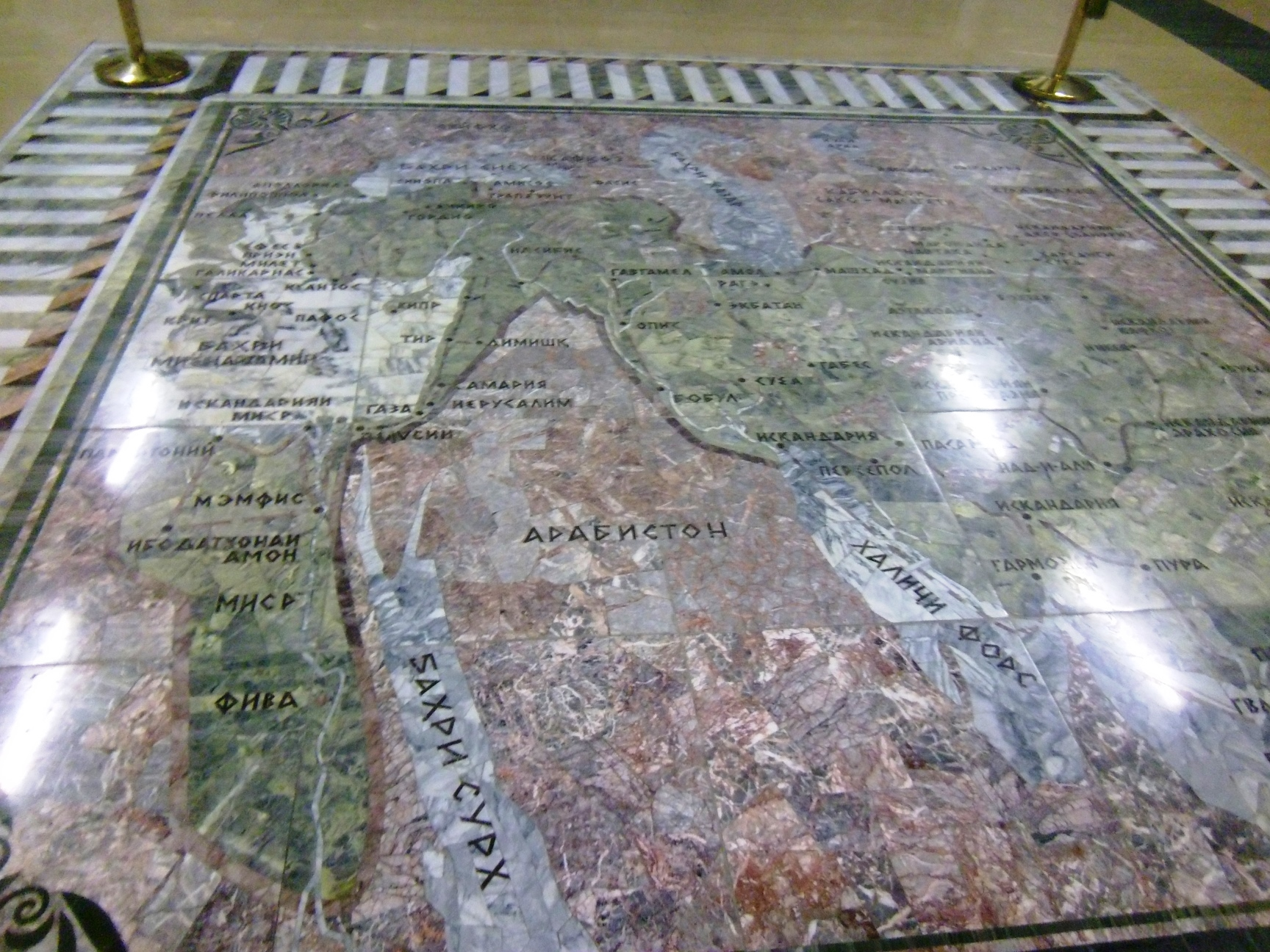
نقشه قرون وسطی
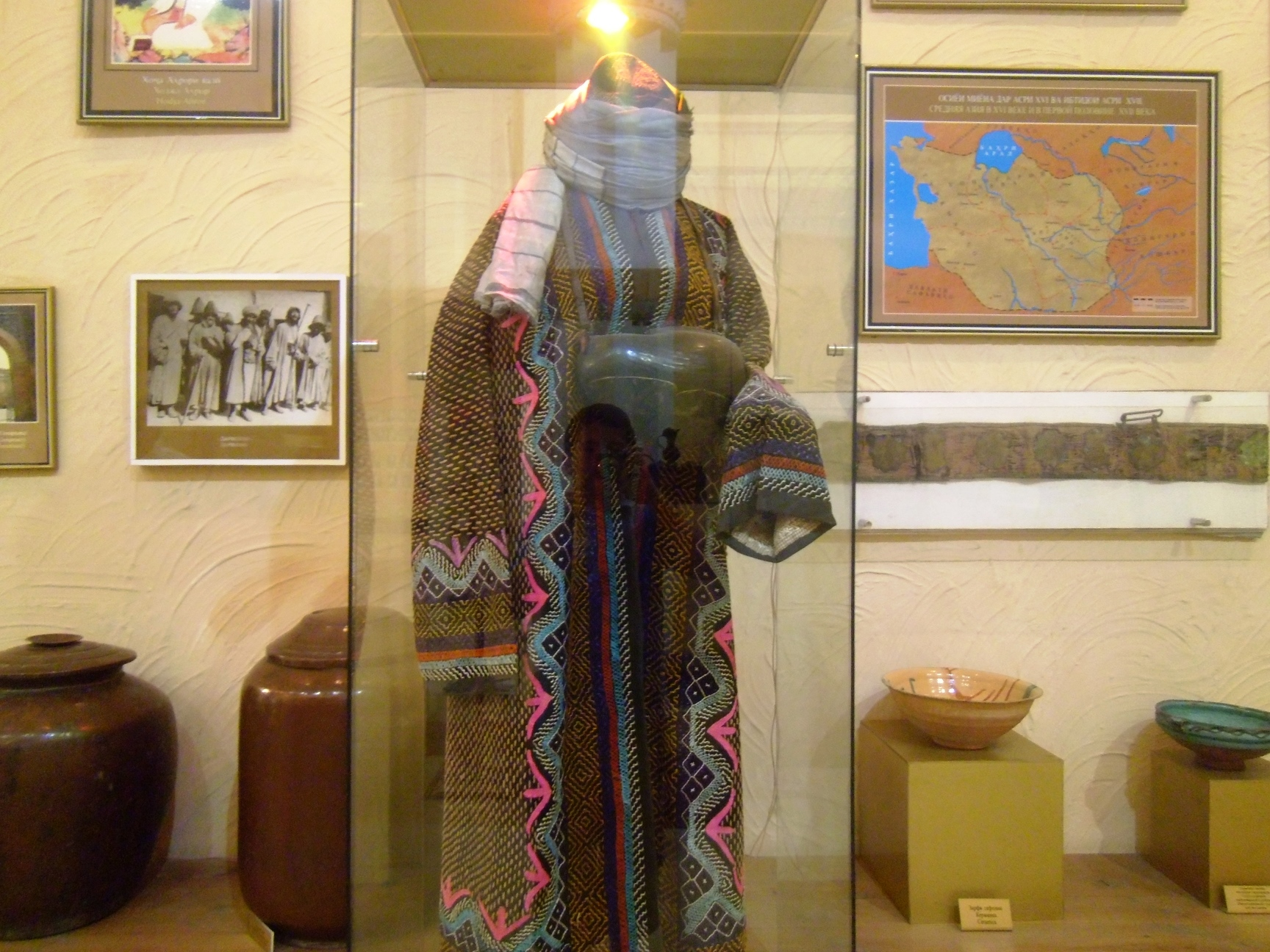
لباس مردم قرون وسطی

## ادبیات
- موزه‌های تاجیکستان در دوره استقلال: کتابشناسی/ گردآورنده و نویسنده مقاله مقدماتی ف. شریف‌زاده؛ ویرایشگر ش. کامیل‌زاده - دوشنبه: بخارا، ۲۰۱۳–۲۲۴ ص. - متن به زبان. تاجیکی و روسی.